# Kostenmiete
Mit Kostenmiete bezeichnet man in Deutschland einen Mietzins, der zur vollständigen Deckung der laufenden Aufwendungen unter Berücksichtigung der tatsächlichen Finanzierungskosten erforderlich ist (§ 72 Abs. 1 Zweites Wohnungsbaugesetz (2. WoBauG) in Verbindung mit dem Wohnungsbindungsgesetz (WoBindG), der II. Berechnungsverordnung (II. BV) und der Neubaumietenverordnung (NMV) von 1970).
Die Mietsätze im preisgebundenen Wohnungsbau (sozialen Wohnungsbau) richten sich nach der Kostenmiete; Subventionen, z. B. auch in Form von öffentlichen Baudarlehen, mindern die Miete.
Damit soll erreicht werden, dass Finanzierungsvorteile, die ein Eigentümer im sozialen Wohnungsbau genießt, ungeschmälert an die Mieter weitergegeben werden.
Mit der Reform des Wohnungsbaurechts vom sozialen Wohnungsbau zur sozialen Wohnraumförderung durch das Gesetz zur Reform des Wohnungsbaurechts vom 13. September 2001 wurde das Kostenmietrecht grundsätzlich aufgegeben. Für seitdem geförderte Mietwohnungsbauvorhaben kann zwar weiterhin eine Preisbindung festgelegt werden. Diese Bindung wird aber nicht mehr durch das komplexe Kostenmietrecht des WoBindG, der II. BV und der NMV von 1970 geregelt, sondern ist als sogenannte Bewilligungsmiete Bestandteil der Förderzusage des Förderungsgebers und kann sich daher eher am Marktwert der Wohnungen orientieren. Das Kostenmietrecht gilt jedoch übergangsweise weiterhin für bis zum 31. Dezember 2001 (in Ausnahmefällen bis zum 31. Dezember 2002) geförderte Wohnungsbauvorhaben bis zum Auslaufen der entsprechenden Preisbindungen, was teilweise erst für das Jahr 2075 erwartet wird.

## Berechnung der Kostenmiete
Ermittelt werden die laufenden Aufwendungen gemäß §§ 18–30 II.BV je Finanzierungsobjekt. Diese werden dividiert durch die vermietbare Wohnfläche in Quadratmetern. Dem Eigentümer (Vermieter) obliegt es, bei der Berechnung der Einzelmiete für die jeweilige Wohnung selbstverantwortlich den unterschiedlichen Wohnwert, insbesondere Lage, Ausstattung und Zuschnitt der Wohnungen angemessen zu berücksichtigen. Die Summe der Einzelmieten darf jedoch den Betrag nicht übersteigen, der sich aus der Vervielfältigung der Durchschnittsmiete mit dem Quadratmeter geförderter Wohnfläche ergibt.
In die Berechnung der Kostenmiete fließen ein:
- Kapitalkosten:

- Zinsen und Verwaltungskosten für Fremdmittel in der Regel mit dem derzeit geltenden Prozentsatz, bezogen auf den ursprünglichen Darlehensbetrag.
- Eigenleistungszinsen: Verzinsung bis zu 15 % der Gesamtherstellungskosten mit 4 %,
- für den über 15 % der Gesamtherstellungskosten hinausgehenden Teil der Eigenleistungen mit dem zum Zeitpunkt der Stellung des Darlehensantrages marktüblichen Zinssatz für erste Hypotheken, sofern die öffentlichen Mittel vor dem 1. Januar 1974 bewilligt worden sind; in den übrigen Fällen eine Verzinsung der von 6,5 % (§ 20 Abs. 2 in Verbindung mit § 4 II. BV).

- Bewirtschaftungskosten

- Abschreibung 1 % von den Gesamtkosten (ohne Grundstücks-, Erwerbs- und Erschließungskosten). Als besondere Abschreibung für Anlagen und Einrichtungen dürfen zusätzliche Beträge angesetzt werden, z. B. von den Kosten Öfen und Herde (3 %), Einbaumöbel (3 %), Geräte zur ausschließlichen Warmwasserversorgung (4 %), Sammelheizung mit Warmwasser (3 %), Aufzug (2 %), Gemeinschaftsantenne (9 %), maschinelle Wascheinrichtung (9 %)
- Verwaltungskosten (Anpassung an Preisindex für Lebenshaltungskosten alle drei Jahre)
- Betriebskosten (Grundsteuer, Wasserversorgung etc.) sind nicht enthalten, sondern werden als Umlage zur Einzelmiete berechnet!
- Instandhaltungskosten je Quadratmeter p. a. – Anpassung an Preisindex für Lebenshaltungskosten alle drei Jahre.
- Mietausfallwagnis in Höhe von 2 % der Bruttomiete (= 2,04 % der Aufwendungen) ohne Umlagen und Zuschläge (z. B. Umlageausfallwagnis in Höhe von 2 % der Betriebskosten) sowie abzüglich evtl. Zuschüsse, Annuitätshilfen, Aufwendungsdarlehen u. ä.

Die Tilgung der Darlehen wird mit den Abschreibungen im Rahmen der Bewirtschaftungskosten abgegolten.
Verringert sich der Gesamtbetrag der laufenden Aufwendungen, so ist eine neue Wirtschaftlichkeitsberechnung aufzustellen und der Mietberechnung zugrunde zu legen (§ 5 Neubaumietenverordnung 1970).
Zur Berechnung der Kostenmiete geben die Landesbanken entsprechende Merkblätter über preisgebundenen Wohnraum heraus. Hier finden sich auch die jeweils aktuellen Sätze der einer dem Preisindex folgenden Anpassung von Kostenpauschalen.